# Abderrahim Ouakili
Abderrahim Ouakili (en arabe : عبد الرحيم الوكيلي), né le 12 décembre 1970 à Rabat au Maroc et mort le 18 décembre 2023 en Allemagne est un footballeur marocain.

## Biographie
Il participe à la  Coupe du monde de football de 1998 avec l'équipe du Maroc.

## Sélections en équipe nationale
| Caps | Date       | Lieu            | Match                  | Score      | Compétition          | But |
| ---- | ---------- | --------------- | ---------------------- | ---------- | -------------------- | --- |
| 1    | 11/12/1996 | Casablanca      | Maroc - Croatie        | 2-2 (6–7p) | Coupe Hassan II      |     |
| 2    | 12/12/1996 | Casablanca      | Maroc - Nigeria        | 2 - 0      | Coupe Hassan II      |     |
| 3    | 26/11/1997 | Rabat           | Maroc - Togo           | 3 - 0      | Amical               | 1   |
| 4    | 14/01/1998 | Casablanca      | Maroc - Angola         | 2 - 1      | Amical               | 1   |
| 5    | 09/02/1998 | Bobo Dioulassou | Zambie - Maroc         | 1 - 1      | CAN 1998             |     |
| 6    | 13/02/1998 | Bobo Dioulassou | Mozambique - Maroc     | 0 - 3      | CAN 1998             |     |
| 7    | 17/02/1998 | Ouagadougou     | Egypte - Maroc         | 0 - 1      | CAN 1998             |     |
| 8    | 22/02/1998 | Ouagadougou     | Afrique du sud - Maroc | 2 - 1      | ¼ de finale CAN 1998 |     |
| 9    | 22/04/1998 | Sofia           | Bulgarie - Maroc       | 2 - 1      | Amical               |     |
| 10   | 27/05/1998 | Casablanca      | Maroc - Angleterre     | 0 - 1      | Coupe Hassan II      |     |
| 11   | 29/05/1998 | Casablanca      | Maroc - France         | 2-2 (6-5p) | Coupe Hassan II      |     |
| 12   | 04/06/1998 | Avignon         | Maroc - Chili          | 1 - 1      | Amical               |     |